# 地獄の貴婦人
『地獄の貴婦人』（じごくのきふじん、原題・フランス語: Le Trio infernal）は、1974年に製作・公開されたフランス・西ドイツ・イタリアの合作映画である。実際の殺人事件を題材としたソランジュ・ファスケルの小説を基にフランシス・ジローが脚色・監督、ミシェル・ピコリとロミー・シュナイダーが主演した。

## あらすじ
1930年代初頭のマルセイユにて、悪徳弁護士のジョルジュ・サレは若い女性のフィロメーヌ・シュミットおよびその妹カトリーヌを自らの情婦し、保険金目的で彼女たちをほかの男と結婚させていた。うちカトリーヌはドルトイユという50近い男と結婚させ、彼とそっくりな元伝導師ミシェル・シャンボンを替え玉に生命保険に加入させていた。加入手続きから3カ月ほどしてドルトイユは死亡し、サレはカトリーヌとシャンボンと3人で保険金を山分けした。ところが、シャンボンが保険金の半分を渡さないと通報すると言い出し、その時にはもう金が尽きていたため、サレはシャンボンとその同居人ノエミを殺す。遺体を硫酸で処理して庭に埋めた後、彼らの遺産を懐に収める。その数か月後、サレはカトリーヌに保険金をかけ、病弱で身寄りのないマガレを替え玉に用いる。サレはマガレを衰弱させるために毎晩間ランク外に連れて行き、カトリーヌと同性愛関係を結ばせるが、却ってマガレは元気になってしまう。
ある日、サレはマガレの誕生日パーティを開く。そこでカトリーヌは会場の2階に上がったところで転落死する。保険金はフィロメーヌに支払われる。そして、フィロメーヌはサレと結婚し、そこには花嫁の介添え人としてマガレがいた。

## キャスト
| 役名                     | 俳優                   | 日本語吹替                                 |
| 役名                     | 俳優                   | フジテレビ版                               |
| ------------------------ | ---------------------- | ------------------------------------------ |
| ジョルジュ・サレ         | ミシェル・ピコリ       | 田中明夫                                   |
| フィロメーナ・シュミット | ロミー・シュナイダー   | 平井道子                                   |
| カタリーナ・シュミット   | マーシャ・ゴンスカ     | 鈴木弘子                                   |
| シャンボン               | フィリップ・ブリザール | 塚田正昭                                   |
| ヴィレット               | ジャン・リゴー         | 杉田俊也                                   |
| デルトロイ               | ユーベル・デシャン     | 増岡弘                                     |
| 不明 その他              | N/A                    | 小川真司 宮川洋一 村松康雄 納谷六朗 国坂伸 |
| 日本語スタッフ           |                        |                                            |
| 演出                     |                        |                                            |
| 翻訳                     |                        |                                            |
| 効果                     |                        |                                            |
| 調整                     |                        |                                            |
| 制作                     |                        |                                            |
| 解説                     | 解説                   | 高島忠夫                                   |
| 初回放送                 | 初回放送               | 1979年11月16日 『ゴールデン洋画劇場』      |